# Edward Lazear

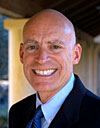
Edward Lazear

Edward Paul Lazear (* 17. August 1948 in New York City; † 23. November 2020) war ein US-amerikanischer Wirtschaftswissenschaftler mit dem Schwerpunkt auf Humankapital.

## Leben
Nach seiner Schulausbildung besuchte Lazear die University of California, Los Angeles, welche er 1971 mit einem Bachelor und einem Master verließ. An der Harvard University erhielt er 1974 einen Ph.D. für Wirtschaft. 1974 bis 1978 war er als wissenschaftlicher Mitarbeiter an der University of Chicago tätig und ab 1974 war er auch Forschungsmitarbeiter am National Bureau of Economic Research. 1978 wurde er außerordentlicher Professor für Industriebeziehungen und 1981 bis 1985 ordentlicher Professor. 1985 wurde Edward Lazear zum Isidore-Brown- und Gladys-J.-Brown-Professor der Graduate School of Business an der University of Chicago ernannt und blieb dies bis 1995. 1992 wurde Lazear zusätzlich Professor der Graduate School of Business an der Stanford University und wurde dort 1995 zum Jack-Steele-Parker-Professor ernannt. Ab dem Jahr 2000 war er Mitglied des Beirates des Hong Kong Institute of Economics and Business Strategy der Universität Hongkong sowie der American Academy of Arts and Sciences. Im Jahr 2002 wurde er weiterhin Morris Arnold Cox Senior Fellow der Hoover Institution, nachdem er dort seit 1985 bereits Senior Fellow war. 2004 erhielt er den IZA Prize in Labor Economics. Im Jahr 2006 wurde Edward Lazear Chairman des Wirtschaftsbeirates der US-Regierung (Council of Economic Advisers); diesen Posten behielt er bis zum Ende der Amtszeit von Präsident George W. Bush im Januar 2009. Seine Nachfolgerin wurde Christina Romer.
Neben seiner Tätigkeit als Professor war er unter anderem Berater für Regierungen in Rumänien (1990–1992), die Tschechoslowakei (1991), Russland (1991–1993), die Ukraine (1993) und Georgien (1994). Ab 2016 zählte ihn Thomson Reuters aufgrund der Zahl seiner Zitierungen zu den Favoriten auf einen Nobelpreis (Thomson Reuters Citation Laureates).
Edward Lazear war verheiratet und hat eine Tochter.

## Veröffentlichungen

### Bücher
- mit John P. Gould, Jr.: Microeconomic Theory. 6. Ausgabe, Richard D. Irwin, Homewood, IL 1988.
- mit Robert T. Michael: Allocation of Income Within the Household. Chicago 1988.
- Herausgeber mit Rita Ricardo-Campbell: Issues in Contemporary Retirement. Stanford, CA 1988.
- Herausgeber mit Melvyn B. Krauss: Searching for Alternatives: Drug-Control Policy in the United States. Stanford, CA 1991.
- Personnel Economics. Cambridge 1995, ISBN 0-262-12188-3.
- Herausgeber: Economic Transition in Eastern Europe and Russia: Realities of Reform. Stanford, Kalifornien 1995, ISBN 0-8179-9332-0.
- Culture wars in America. Stanford 1996, ISBN 0-8179-5762-6
- Herausgeber: Education in the Twenty-first Century. Stanford 2002, ISBN 0-8179-2892-8.

### Artikel (Auswahl)
- Age, Experience, and Wage Growth. In: American Economic Review. Band 66, Nr. 4, September 1976, S. 548–58.
- Schooling as a Wage Depressant. In: Journal of Human Resources. Band 12, Nr. 2, Frühling 1977, S. 164–76.
- Male-Female Wage Differentials: Has the Government Had Any Effect? In: Cynthia B. Lloyd, Emily S. Andrews und Curtis L. Gilroy (Hrsg.): Women in the Labor Market. New York 1979
- mit Robert Michael: Real Income Equivalence Among One-Earner and Two-Earner Families. In: American Economic Review. Band 70, Nr. 2, Mai 1980, S. 203–208.
- mit Robert L. Moore: Incentives, Productivity, and Labor Contracts. In: Quarterly Journal of Economics. Band 99, Nr. 2, Mai 1984, S. 275–296
- Job Security Provisions and Employment. In: Quarterly Journal of Economics. Band 105, Nr. 3, August 1990, S. 699–726.
- mit Sherwin Rosen: Publicly Provided Goods and Services In a Transition Economy. In: Economic Transition in Eastern Europe and Russia: Realities of Reform. Stanford, CA 1995, S. 322–339.

## Verweise